# PelleB
Pelle Blarke eller PelleB (født 5. september 1995) er en dansk rapper, der  vandt MGP 2009 med sangen Kun min. Sangen var en duet mellem PelleB og sangerinden Freja Bertel. Danserne var tre piger ved navn Lin, Matilde og Pernille. Sangen handler om en forelskelse mellem to meget forskellige teenagere. En som bare er så sej og alle er vilde med og en lidt sød nørd som bare laver lektier og passer sig selv. På trods af forskellene så ender sangen godt. PelleB's vinder-CD hedder Ka-Ching! og udkom d. 23. november 2009.
Numre på Ka-Ching! CD'en
1. Kaos
2. Brændende Drøm
3. Alene Hjemme
4. Det Som Du Gør
5. Jeg Er PelleB
6. På Et Dansegulv
7. Ka-Ching!
8. Ude I Det Fri
9. Sommertid
10. Du Er Ikke Alene
11. Kun Min
12. Kun Min (Singback Version) (med en lille hemmelighed til sidst)